# 托坎廷斯州克里沙斯
托坎廷斯州克里沙斯（葡萄牙語：Crixás do Tocantins）是巴西托坎廷斯州的一个市镇。总面积986.689平方公里，总人口1264人，人口密度1.3人/平方公里。